# Belted magnum

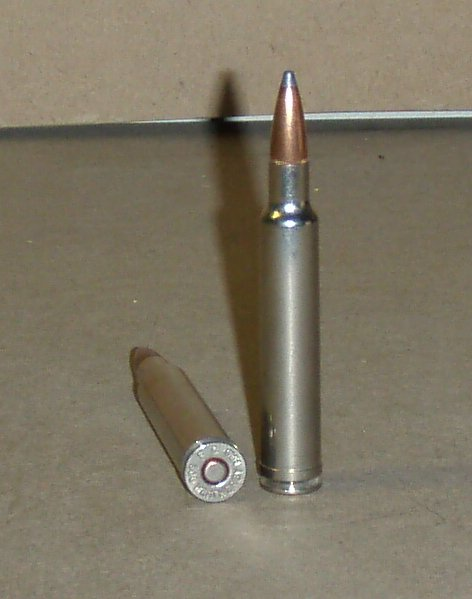
El cinturón puede notarse alrededor de la base del casquillo (.300 Weatherby Magnum)

El término belted magnum refiere a cualquier cartucho de rifle, que cuente con una banda que se pronuncia alrededor del casquillo, a manera de cinturón desde la base hasta una altura de entre 2 y 4 mm arriba del  anillo extractor.
El diseño fue desarrollado por la armería inglesa "Holland & Holland para poder controlar el espacio entre el proyectil y la recámara de un rifle, ya que los casquillos inicialmente desarrollados no tenían un diseño de cuello de botella que permitiese controlar este espacio, como lo hacen los diseños de casquillos más modernos. 
Debido a que el casquillo del .375 Holland & Holland Magnum, que cuenta con el cinturón, fue usado para el desarrollo de muchos cartuchos "Magnum", es que el cinturón se convierte en un atributo heredado para muchos cartuchos más modernos, que no requerían necesariamente este cinturón debido a que suplen la función de este mediante el diseño del hombro pronunciado del casquillo.   

## Lista de cartuchos belted magnum (con cincha)
- .224 Weatherby Magnum
- .240 Weatherby Magnum
- .244 Holland & Holland Magnum
- .257 Weatherby Magnum
- 6.5-300 Weatherby Magnum
- .264 Winchester Magnum
- .270 Weatherby Magnum
- .275 Holland & Holland Magnum
- 7mm Weatherby Magnum
- 7mm Remington Magnum
- 7mm Shooting Times Westerner
- .300 Holland & Holland Magnum
- .300 Weatherby Magnum
- .300 Winchester Magnum
- .30-378 Weatherby Magnum
- .308 Norma Magnum
- 8mm Remington Magnum
- .338 Winchester Magnum
- .338-378 Weatherby Magnum
- .340 Weatherby Magnum
- .350 Griffin & Howe Magnum
- .350 Remington Magnum
- .358 Norma Magnum
- .375 Holland & Holland Magnum
- .375 Weatherby Magnum
- .378 Weatherby Magnum
- .400 Holland & Holland Magnum
- .416 Remington Magnum
- .416 Taylor
- .450 Marlin
- .458 Lott
- .458 Winchester Magnum
- .460 Weatherby Magnum
- .465 Holland & Holland Magnum
- .475 A&M Magnum
- .500 A-Square